# Анри IV д’Авогур
Анри IV д'Авогур (фр. Henri IV d'Avaugour; ок. 1280 — 1 февраля 1334) — сеньор де Гоэлё и д'Авогур с 1301, граф де Пентьевр с 1318, сын Анри III, сеньора де Гоэлё и д'Авогур, и Марии де Бриенн.

## Биография
После смерти отца Анри IV стал сеньором д'Авогур и де Гоэлё. Брак его старшей дочери Жанны с Ги, братом герцога Бретани Жана III, позволил ему восстановить графство Пентьевр.
Анри скончался в 1334 году и был похоронен на кладбище францисканского монастыря в  Генгане. Его внучка Жанна де Пентьевр впоследствии была активным политическим деятелем в войне за бретонское наследство.

## Брак и дети
Жена: Жанна д'Аркур, дочь Жана II д'Аркура. Дети:
- Жанна (ум. 28 июля 1327); муж с 1318 — Ги де Пентьевр (1287 — 27 марта 1331)
- Изабелла (ум. 3 мая); 1-й муж — Жоффруа VIII де Шатобриан (уб. в битве в 1347); 2-й муж — Луи I де Туар (ум. 1370), виконт де Туар
- Маргарита (ум. 28 июля 1327); 1-й муж — Эрве VII де Леон (ум. 1343), сеньор де Леон; 2-й муж — Жоффруа де Во
- Мария (ум. 11 апреля)